# 10269 Tusi
10269 Tusi eller 1979 SU11 är en asteroid i huvudbältet som upptäcktes den 24 september 1979 av den rysk-sovjetiske astronomen Nikolaj Tjernych vid Krims astrofysiska observatorium på Krim. Den har fått sitt namn efter astronomen Nasir al-Din al-Tusi.
Asteroiden har en diameter på ungefär 15 kilometer och den tillhör asteroidgruppen Themis.